# Zlatá Koruna
Zlatá Koruna è un comune della Repubblica Ceca facente parte del distretto di Český Krumlov, in Boemia Meridionale. Nel suo territorio vi è l'antico monastero di Zlatá Koruna.